# حرغزة
الحرغزة أو تحرير أو إزالة الغازات تعني هي إزالة الغازات المذابة من السوائل وخاصة الماء أو المحاليل المائية. توجد طرق عديدة لإزالة الغازات من السوائل. تُزال الغازات لأسباب مختلفة. يقوم الكيميائيون بإزالة الغازات من المذيبات عندما تكون المركبات التي يعملون عليها حساسة للهواء أو الأكسجين (تقنية خالية من الهواء) أو عندما يصبح تكوين الفقاعات في السطوح البينية الصلبة والسائلة مشكلة. قد يكون تكوين فقاعات الغاز عند تجميد السائل أمرًا غير مرغوب فيه أيضًا ما يستلزم تفريغ الغاز مسبقًا.